# Ahaetulla perroteti
Ahaetulla perroteti är en ormart som beskrevs av Duméril, Bibron och Duméril 1854. Ahaetulla perroteti ingår i släktet Ahaetulla och familjen snokar. Inga underarter finns listade i Catalogue of Life.
Arten förekommer i bergstrakter i södra Indien.